# Liga Mistrzów Strongman 2009: Ideapark
Liga Mistrzów Strongman 2009: Ideapark – indywidualne, drugie w 2009 r. zawody
siłaczy z cyklu Ligi Mistrzów
Strongman.
Data: 16, 17 maja 2009 r.

Miejsce: Ideapark (prowincja Finlandia Zachodnia)  Finlandia
WYNIKI ZAWODÓW:
| Miejsce | Zawodnik          | Kraj              | Punkty            |
| ------- | ----------------- | ----------------- | ----------------- |
| 1.      | Andrus Murumets   | Estonia           | 51,5              |
| 2.      | Vidas Blekaitis   | Litwa             | 50,5              |
| 3.      | Martin Wildauer   | Austria           | 44                |
| 4.      | Jani Kolehmainen  | Finlandia         | 38,5              |
| 5.      | Agris Kazeļņiks   | Łotwa             | 35,5              |
| 6.      | Janne Hartikainen | Finlandia         | 33,5              |
| 7.      | Ville Vihola      | Finlandia         | 25,5              |
| 8.      | Matt Wanat        | Stany Zjednoczone | 18,5              |
| 9.      | Jarno Hams        | Holandia          | 15 (kontuzjowany) |
| 10.     | Simon Sulaiman    | Syria             | 14,5              |